# جادوی مراسمی
جادوی مراسمی یا جادوی آئینی (به انگلیسی: Ceremonial magic) که به عنوان جادوی اعظم و جادوی فاضل شناخته می‌شود، اصطلاحی گسترده در زمینهٔ مکتب هرمسی یا سنت غربی است که در اشاره به طیف گسترده‌ای از مراسم‌های جادویی طولانی، استادانه و پیچیده بکار می‌رود. وجه تسمیه اش کثرت آئین‌ها و لوازمی است که جادوگر به آن‌ها نیاز دارد. جادوی مراسمی توسط سازمان هرمسی پگاه زرین مشهور شده‌است و از دل آن مکاتب فلسفی و باطنی همچون قبالای هرمسی، جادوی انوشی جان دی و ادوارد کلی، تلما و جادوی بسیاری از جادونامه‌ها پدید آمده‌اند.

## سحر رنسانس
در دوره رنسانس علاقه مجدد به سحر در بسیاری کشورهای اروپایی شکل گرفت. در این زمان تفاوتی بین جادوی مراسمی و جادوی طبیعی وجود داشت. جادوی طبیعی به کیمیا، اخترشناسی و آنچه امروزه علوم طبیعی شناخته می‌شود گفته می‌شد ولی جادوی مراسمی به ارتباط با ارواح و اجنه گفته می‌شد که در تقابل با متابعت از خداوند بود.

## جادوی خنوخی
جادوی خنوخی  سیستم ارتباط با فرشتگان موسوم به فرشتگان خنوخی است که توسط دکتر جان دی و همکار او سر ادوارد کلی ایجاد شد. این دانش بنا به گفته آنان توسط مجموعه‌ای از ارواح در آزمایشهای سحرآمیز آندو بدانها منتقل شده بود. بنا به اعتقاد آنان این سیستم دانش مخفی درون کتاب خنوخ بود. جادوی خنوخی شامل سیستم کاملی از یک زبان موسوم به زبان خنوخی است که توسط فرشتگان به آن‌ها آموزش داده شده‌است و شامل الفبا و دستور زبان مخصوص است. آلیستر کراولی حدود چهارصد سال بعد در کتاب بصیرت و صوت ساختار دقیقی برای جادوی خنوخی تنظیم کرد و باعث گسترش آن شد. سازمان هرمسی پگاه زرین نقش عمده‌ای در توسعه و مطالعه بر این سیستم جادویی داشت.

## جادونامه‌ها
جادونامه‌‌ها مجموعه‌ای است از کتابها  که روش‌های ارتباط با ارواح از طریق مراسم خاصی را توضیح می‌دهند. این کتابها در قرون وسطی در اروپا بسیار رایج بود و بسیاری از آن‌ها از متون عربی به لاتین ترجمه شده بود. این کتابها معمولاً بشدت مورد مخالفت کلیسا بود و بسیاری از آن‌ها سوزانده شد. بعضی از این کتابها ادعا می‌کردند که سحری که به وسیله آن سلیمان با اجنه ارتباط برقرار می‌کرد را دارا هستند.

## سازمان هرمسی پگاه زرین
سازمان هرمسی پگاه زرین  سازمانی سری فعال   در قرن ۱۹ و ۲۰ بود. این سازمان مراسم مختلف برای ارتباط با ارواح برگزار می‌کرد و  مهمترین تشکیلات فعال در زمینه سحر در آن روزگار بود که تأثیر زیادی بر جنبشهای سحرآمیز بعدی نظیر ویکا و تلما داشت.

### آلیستر کراولی
نویسنده انگلیسی آلیستر کراولی تأثیر زیادی بر جادوی مراسمی داشت. او فرمول جدیدی به نام عصر هوروس ارائه کرد.

## ابزار مورد استفاده
بیشتر جادوهای مراسمی می بایست در زمان خاصی از روز انجام می‌شد. ساحران اعتقاد داشتند که روزهای هفته تحت سلطه هفت سیاره سنتی منظومه شمسی هستند و هر ساعت نیز دوباره تحت سلطه یکی از این سیاره هاست. از این رو ساحر باید زمان مناسب را برای ارتباط با روح مرتبط با سیاره خاص انتخاب می‌کرد. 
به‌طور معمول یک دایره بر روی زمین کشیده می‌شد که ساحر درون آن قرار می‌گرفت. این دایره او را از قدرتهای شیطانی احضار شده محافظت می‌کرد.  معمولاً در مراسم از روغنهای خاص استفاده می‌شد. همچنین در بسیاری مراسم از چاقو، شمشیر یا تبر برای رسم کردن سیگیلهای خاص در هوا استفاده می‌کردند. بعضی احضارهای خاص نیازمند قربانی حیوان یا حتی انسان بودند.